# La Zone (Liège)
Pour les articles homonymes, voir La Zone.
 (août 2020).
Si vous disposez d'ouvrages ou d'articles de référence ou si vous connaissez des sites web de qualité traitant du thème abordé ici, merci de compléter l'article en donnant les références utiles à sa vérifiabilité et en les liant à la section « Notes et références ».
La Zone est une Maison des Jeunes et un centre liégeois de cultures alternatives qui existe depuis 1988. 
Elle est située en Outremeuse. 
Elle accueille chaque année une grande diversité de groupes musicaux internationaux et locaux de tous styles, des troupes de théâtre, des artistes de cabaret, des expositions, etc. Citons encore des tables d'hôtes hebdomadaires à prix démocratiques tous les jeudis, des ateliers d'initiation à la sérigraphie ou aux Médias Assistés par Ordinateurs (M.A.O). 
Une scène Slam mensuelle très active donne la parole à toutes et tous et est lié à un atelier d'écriture qui permet de se perfectionner à l'expression orale ou écrite.

## Présentation
La Zone est un projet politique actif dans le champ culturel qui s'articule autour de 2 axes : la volonté de soutenir, par des processus d'accueil et de coopération, toute initiative portée par des minorités culturelles et permettre à l'ensemble des usagers de s'investir dans une gestion participative des moyens et des lieux de l'association.
À la façon d'un "micro service public", La Zone se donne pour mission de développer un espace d'accueil ouvert à toutes les pratiques collectives où les usagers sont acteurs de leur propre culture tout en reconnaissant la richesse d'autres singularités que la leur et en étant donc capables d'enrichir la construction de leur identité et de leur pratique par des rapports de coopérations, de dialogues et d'échanges.
Nous pouvons qualifier le projet Zone comme axé principalement sur la résistance créative ouverte à toutes les formes d’expression et toujours réceptive aux cultures émergentes dans des rapports de tolérance, de reconnaissance des désirs affinitaires et de garantie d’accès pour chacun.
La Zone veut principalement soutenir la culture active et permettre la mise en œuvre en interne de multiples expériences collectives dans des champs d’action variés. Son objectif prioritaire étant que le projet La Zone reste porté par le plus grand nombre d’usagers en y permettant de multiples entrées concrètes.
Les niveaux de participation pour les usagers sont extrêmement divers et laissés au libre choix de chacun, tout en se fondant sur une série de principes qui ont été pensés pour responsabiliser les usagers, leur donner la possibilité de s’impliquer plus profondément et de devenir de réels usagers actifs et porteurs du projet.
La participation de plusieurs dizaines de personnes, de collectifs, de passionnés de musique, de slam, de cinéma, de cuisine, de créations numériques, de productions artistiques les plus diverses, …, est à la base même du projet, c’est-à-dire  : rebondir sur les projets, les envies, les idées, les énergies et aider à leur finalisation; mettre à disposition une infrastructure et des moyens; favoriser une implication à tous les niveaux de gestion, de l’organisation pratique d’événements à l’Assemblée Générale.
Le projet tend à construire une logique de mise en réseaux par l’éclectisme et la transversalité de ses activités, par les rencontres entre différentes cultures, par les collaborations avec d’autres associations de manière à partager les ressources et à échanger les expériences et pour donner de la visibilité à ces démarches.
Reconnue depuis 1988 par la Fédération Wallonie-Bruxelles comme Maison des Jeunes, La Zone reçoit divers subsides pour le fonctionnement et les emplois. Elle dispose d’une infrastructure comprenant une salle de concert, une salle polyvalente, un dortoir, une cuisine, des locaux pour les ateliers, des bureaux, des salles de réunions, etc.
La structure juridique de La Zone est une ASBL dont l’Assemblée Générale est idéalement composée d’usagers actifs et représentative des différents secteurs d’activités de manière équilibrée.

## Historique
L'asbl La Zone a été fondée par une troupe de théâtre-action à la fin des années 80. À la même époque, des connivences s’établissent entre l’équipe de la Zone, un nouveau collectif d’organisations de concert (Zone Libre) et un groupe de plasticiens (Trace). De cette rencontre va naître un projet alliant activités théâtrales, musicales et arts plastiques. 
Ensuite arrive la reconnaissance de la Zone en tant que Maison de Jeunes, et le 17 octobre 1991 a lieu l’inauguration de la salle de concert souterraine.